# Gloria Kemasuode
Gloria Kemasuode Ubiebor (Stato di Delta, 30 dicembre 1979) è una velocista nigeriana.
Il 24 luglio 2009 subisce una squalifica di due anni per essere risultata positiva al test antidoping.

## Palmarès
| Anno | Manifestazione      | Sede        | Evento      | Risultato | Prestazione | Note                                     |
| ---- | ------------------- | ----------- | ----------- | --------- | ----------- | ---------------------------------------- |
| 2004 | Giochi olimpici     | Atene       | 4x100 m     | 7ª        | 43"42       |                                          |
| 2005 | Mondiali            | Helsinki    | 4x100 m     | 7ª        | 43"25       | Miglior prestazione personale stagionale |
| 2006 | Campionati africani | Bambous     | 100 m piani | 7ª        | 12"14       |                                          |
| 2006 | Campionati africani | Bambous     | 4×100 m     | Argento   | 44"52       |                                          |
| 2007 | Giochi panafricani  | Algeri      | 100 m piani | 6ª        | 11"53       |                                          |
| 2007 | Mondiali            | Osaka       | 4×100 m     | Batteria  | 43"58       |                                          |
| 2008 | Campionati africani | Addis Abeba | 100 m piani | 5ª        | 11"47       |                                          |
| 2008 | Campionati africani | Addis Abeba | 4×100 m     | Oro       | 43"79       |                                          |
| 2008 | Giochi olimpici     | Pechino     | 200 m piani | Batteria  | 23"72       |                                          |
| 2008 | Giochi olimpici     | Pechino     | 4×100 m     | Argento   | 43"04       | Miglior prestazione personale stagionale |